# WEIRD文化
WEIRD為西方（Western）、受過教育（Educated）、工業化（Industrialized）、富裕（Rich）以及民主（Democratic）這五個字的縮寫。「WEIRD文化」指的是在具有WEIRD特徵的社會中形成的文化群體。
這個詞彙起源於2010年，由Henrich、Heine和Norenzayan在他們的文章《世界上最古怪的人？》（The weirdest people in the world?）中提出。他們發現，在心理學研究中，多數研究成果來自於WEIRD文化下的社會，這使得心理學研究存在某種價值觀偏差或偏見。隨著越來越多的心理學家將理論應用於臨床工作以及世界各地的人群諮詢中，這樣的偏差造成無法套用，造成錯誤認知。作者認為，人們不能簡單地將政治、法律或宗教機構從一個群體移植到另一個群體（就像殖民主義時期常見的那樣），並期望它們以類似的方式運作。因此，他們決定提出這個詞彙，以提高人們對心理差異的認識，並鼓勵研究者多樣化樣本，避免把單一特殊群體的結果推及到其他群體，以更好地反映人類的多樣性。

## 形成
在《西方文化的特立獨行如何形成繁榮世界》一書中（後續簡稱為《西方》），作者約瑟夫．亨里奇（Joseph Henrich）提出了WEIRD文化的形成，與西方基督教會針對婚姻制度的禁令相關，這一系列的禁令又被稱之為「婚家計畫（Marrriage and Family Program，MFP）」。
在基督教進入歐洲部落之前，部落中大多為一個個大家庭，這些大家庭又從屬於更大的親族團體，比如氏族、世系等等。這些親族團體為個人提供了法律與社會身分，同時給予保護。家庭的繼承以及婚後住所存在父系偏向，地位高的男性經常採取一夫多妻制。此外，包辦婚姻也是允許的，親族團體之間會透過婚姻紐帶創造經濟性和社會性的連結，由親屬團體中年長的男性家長管理這些持續進行的交換，利用家族中的姊妹、女兒、姪女和孫女的婚姻鞏固與其他親族團體的關係。整體而言，傳統歐洲社會的核心是親屬為本的制度，個人具有對家族和氏族的責任、義務，同時他們也從中獲取利益。不過這種制度一旦失去繼承人，權傾一時的家族也可能會土崩瓦解。
這樣的世代沿襲制度在六世紀後漸漸發生轉變，改變的原因來自於宗教。大約於公元500－1500年間，西方基督教會實施「婚家計畫」（Marriage and Family Program，MFP）。通過發布禁令，教會有針對性地禁止人們與血親結婚。到中世紀早期，禁令範圍擴大至遠房表親、繼親、姻親和精神親屬。到兩千年初期，禁令擴大至六代堂兄弟姊妹，包括所有近親。教會取消合法收養、再婚和一切形式的一夫多妻婚姻以及納妾，並提倡自由婚姻，要求新婚夫婦建立獨立家庭。
教會訂立這些禁令主要有兩個原因。其一，歐洲在六世紀時曾經發生過一場瘟疫，這場災難被教會解釋為上帝對亂倫婚姻所降下的懲罰，這個說法被廣為接受，因此，教會針對亂倫婚姻的防範工作可以被視為公共衛生計畫。其二，地中海與中東有許多宗教團體在互相競爭，每個宗教團體的信仰都互不相同且經常面貌迥異，宗教團體們會排列組合各個社會既有的風俗法律、思想、禁令與本身制度取向相融合，形成自己的習俗、信仰與宗教禁忌，透過讓自己的宗教在競爭時比對手更容易融入當地社會或接近國家政策來爭取更多的信徒。婚家計畫就是其中一種教會面對其他宗教競爭對手的婚姻政策。
這樣的制度延續多年，教會壓制任何維繫親密親屬關係的方式，一夫多妻制、再婚、領養等等都被下了禁令，過去緊密的親族團體因為後繼無人漸漸消失，傳統社會中親屬為本的特徵逐漸變得薄弱，形成具有一夫一妻制核心家庭、雙系繼嗣、晚婚或不婚以及婚後新居等等特徵的社會，也就是WEIRD文化自此誕生。從大家族變成小家庭後，失去過往大家族所提供的身分認同與保護，社會中的人們開始傾向於依賴陌生人，創造新的人際網絡。過去因為一夫多妻制而產生的單身漢聚集產生社會騷動的狀況，在一夫一妻制成為了主流、單身漢數量減少後，社會漸趨安定，人們追隨信仰或其他人際團體而聚集，形成都市化的社會，發展出市場、法律，最終產生了資本主義與工業革命，讓整體社會蓬勃發展甚至有向外探索、殖民擴張，在世界各地傳教的同時，也將WEIRD文化散布到世界各地。

## 文化特徵

### 心理特徵
根據過往的心理學研究，WEIRD社會在心理上具有以下特徵：

#### 信任陌生人
WEIRD文化中大多是核心家庭，相較於傳統的氏族體系、親屬為本的制度，個人受親緣關係的束縛較少，但同時也無法接受到大群體的保護，因此，人們傾向於與陌生人打造互惠互利的關係，彼此坦誠、合作，創造除親屬關係外的其他社會連結網路。 
《西方》中引述有關回覆普遍信任問題「一般而言，你會說大多數人都值得信任，還是說與人相處時必須處處留心」的資料中發現，WEIRD群體的非個人信任度高。在另外一個有關陌生人投資信任的研究中，信任陌生人的國家在面對普遍信任問題時，傾向於回答「大多數人值得信任」。

#### 個人主義，以自我為中心
與氏族制度的集體大於個人理念相比，WEIRD文化的個人更注重自己的特質、成就與抱負。一個人在他人與自己眼中的聲譽、自尊，從建立於滋養龐雜的血緣網路，演變成由個人特質與成就形塑而成。在自我認知上，WEIRD文化的人們更有可能將自己視為自由、自主和獨特的個體，但在亞洲、美洲和拉丁美洲族群中，人們主要會將自己描述為社會關係的一部份，同時與他人具有緊密的聯繫。
《西方》中引述有關個人身分認同的實驗結果中提到，WEIRD群體的答覆十分注重自己的個人特質、成就、抱負與性格，更勝於他們的角色、責任與人際關係，美國大學生尤其如此。

#### 不那麼從眾、不那麼順從
WEIRD群體傾向於忽略他人的意見、偏好、觀點與要求，不只是同儕，面對長者、家中長輩或者傳統權威亦是如此。人們不重視從眾，不認為順從是必須培養的美德，亦不像大多數社會一樣尊重傳統與古聖先賢。
《西方》中引述艾許從眾實驗（Ash Conformity Experiment）的結果，實驗中的十個群體顯示，越不個人主義的社會越從眾。在實驗中，WEIRD群體亦有從眾的狀況發生，但現象比起其他國家群體較少。

#### 愛好分析性思考勝於全面性思考
WEIRD群體傾向於找出通用的分類與準則來組織世界，並用該標準來理解世界運作的模式，同時做出預測。在分析推論時，人們會把複雜的現象簡化、拆解並歸類到不同分類，因而經常未能察覺到現象中不同要素的關係。
曾經在一次研究中，增田貴彥（Takahiko Masuda）和理查德·尼斯貝特（Richard E. Nisbett）為來自日本和美國的參與者展示了一系列動畫場景，每個場景持續約 20 秒，展示了水下環境中的各種水生生物、植被和岩石。在隨後的回憶任務中，兩組參與者都記住了顯著的物體（比如較大的魚），但日本參與者比美國參與者更擅長回憶背景資訊（例如水的顏色），因為日本文化帶給人們整體思維模式既關注前景，也關注背景與情境，而美國文化，或者稱WEIRD文化中的人們整體思維則會將注意力放在前景與中央的位置，將物體與背景分開。
在另一個有關分析性與全面性思考的實驗中，全球群體大多分散在分析性與全面性思考光譜之間的各處，與大多數的社會相比，WEIRD族群則高度集中於分析性。

#### 注重公平，遵守規定
相較於其他文化，WEIRD族群比較不會偏袒朋友、家人、同種族的人或自己當地的社群，人們傾向於遵守公平公正的規定或原則。
《西方》中引述「非個人的誠實賽局」實驗與各國貪腐指標的關係中顯示，每一個國家都會違反公正指標，但是相對而言，WEIRD國家更願意遵守公正原則，不謊報。在現實中亦有案例體現。在過去，紐約聯合國總部之外交官具有豁免權，無需繳交違規停車罰單。在這樣的特權下，英國、瑞典、加拿大等等WEIRD文化的國家其外交官幾乎沒有拿到罰單，埃及、查德、保加利亞此三個非WEIRD文化的國家其外交官卻拿到最多的罰單。這樣的現象可以對應到其國內的貪腐指數，貪腐程度越高，累計罰單也越多。這個現象直到豁免權結束後都仍是如此。
在另一個有關乘客難題（Passenger's dilemma）的實驗中，加拿大、瑞士、美國等等WEIRD國家的人普遍呈現出不想作證、也覺得其朋友不該抱有這樣期待的狀態，反之，尼泊爾、委內瑞拉、南韓等等非WEIRD國家的人則願意在宣誓之後說謊幫助朋友，對家庭與朋友忠誠。

#### 愧疚多於羞恥
當無法符合自己的標準與期待時，WEIRD族群常會產生愧疚感。大部分非WEIRD群體則是在無法符合所屬社群的標準時而感到羞恥。愧疚感源於自身標準與自我評價，羞恥感則取決於社會標準與公眾判斷。
《西方》一書中引述2004年一次針對多國大學生的研究發現，身處越個人主義的國家的社會中，就會經歷更多類似愧疚的情緒，羞恥則較為罕見。事實上在研究中，美國、澳洲、荷蘭等國的學生幾乎未曾感受到羞恥，但有過類似愧疚的情緒比其他社會都還多。

### 社會制度

#### WEIRD家庭：一夫一妻制
WEIRD文化里，人們一次只能擁有一個配偶，禁止近親聯姻，通常是採取「戀愛結婚」，讓家庭奠基於相愛的兩人之上。理想狀況下，新婚夫婦會自立門戶，離開父母的家，即為所謂的「新居制」。在追溯血緣關係上，WEIRD群體的親屬關係採雙邊繼嗣，同時溯源父方與母方。財產由個人所有，死後由誰繼承亦是由個人決定。

#### 透過宗教、法制和市場達成高度合作
《西方》中引述了作者與其他研究學者設計出的研究宗教演化計畫，其研究結果顯示「主神」（最強大、無所不能、無所不在又樂善好施的神）的存在能拓展人們合作的範圍，因為人們受到神的監督和超自然懲罰力量所影響。特定的宗教信仰確實能促使人們做出代價高昂但有利他人的行為。現實中，希臘時期的社會上相信諸神會監督並懲罰人類；在羅馬時期，簽署商業合約、買賣、就任公職時，也會用特定神祉之名簽下神聖的契約，破壞誓約就會造成諸神懲罰。這些行為都讓該時候的人在商業以及簽訂條約上都具備極高的信譽。WEIRD社會具有基督教教義的約束，因而也具有以上的特性。
另外，原本在傳統親屬社會中，制度與身分定位皆由親族團體決定，違反規範者通常會被自己的家人或傳統權威懲罰。在親屬為本制度瓦解後，隨著人們漸漸聚集到城市中，在沒有親族提供的保護之下，人們需要進入充滿陌生人的市場，進行交易甚至相互競爭。在這樣的狀況下，他們日漸重視起個人的屬性定位、意圖與特質，加之喜好分析性思考，漸漸發展出用無形的權利編制出法律這個第三方強制規範，來取代過往由親族所給予的法律與社會身分以及保護。
此外，前述提到過WEIRD文化更傾向於相信陌生人、注重公平、彼此坦誠合作，這一切都建立在具有市場規範、運作良好的商業市場上。市場規範講求「公平報之以公平，信任報之以信任，合作報之以合作」，只要有任一方或任一個人違反，他們就要面對在規範中訂定、需強制執行的代價。
以上種種原因的疊加，讓WEIRD社會能夠在無親屬關係的情況下，隨時都能跟任何人進行互惠互利的交易，達成高度的合作。

## 文化傳播狀況
WEIRD文化隨著西方文化透過殖民統治擴散領地，在世界各地廣泛傳播，其文化中的政治、法律、教育、經濟等制度漸漸為人所接受並於各種文化中實施。然而，制度文化的引入並不代表當地文化的價值觀以及思考方式也為之改變，更多時候會採用非WEIRD思考模式去使用WEIRD文化的種種制度。有時，制度與社會中的人們心理狀態格格不入的情況下，會導致政治、經濟、公民社會運作不良，甚至造成貧窮、腐敗和營養不良的狀況加劇，使氏族、部落與種族之間爆發內戰。以下用政治與法律這兩項來探討這個問題。

#### 政治
當民主的選舉制度進入非WEIRD文化社會時，容易出現每個人的意見都只跟所屬的親族團體或共享族群標記與宗教的人一致，造成針對新政策的團體討論或爭辯成效不彰。另外，WEIRD文化社會中個人主義、喜歡表達自身獨特性的特點讓民主這種參與式治理能夠更順利進行，然而多數非WEIRD的文化社會更偏好從眾、尊重長者與權威的心理模式，出現與團體意見相左或指出古代智慧的缺陷這種行為是完全不被欽佩的作為，這造成民主制度在親屬為本制度的國家中較難執行。《西方》中引用了一段有關阿富汗選舉的描述來論證這一點。在此描述中，阿富汗人會投給是自己人的候選人，代表選舉結果主要是取決於不同投票集團的規模，較大的氏族、部落和族群就比較容易贏，有時甚至轉變成政黨，而人們無法輕易轉換陣營。

#### 法律
WEIRD文化中的法治是以社會中強調個人主義、以維護自身權益為核心建立而成。但在非WEIRD文化中大多卻不是如此，在社會中所扮演的角色與關係事實上是更重要的。在歷史淵源上，非WEIRD文化社會中的法治引入來自於殖民歷史，這點與ＷEIRD文化的法治發展是大有不同的。以臺灣的家暴案件為例，法庭上的聲請人在透過法律追求自身權益時，因為活在具有群體倫理的社會中，會呈現出複雜的文化情結，感覺自己的作為不符合社會賦予自身身分的定位，甚至產生羞恥感。在這個例子中，法律個人權益的主張與強調關係的社會文化相互衝突著，展示出非WEIRD文化在接收WEIRD文化時產生的不適應。

## 術語對學術研究的影響
早在2008年，Jeffrey J Arnett 即在《The neglected 95%: why American psychology needs to become less American》一文中提出心理學研究過於狹隘地關注佔世界人口不到 5% 的美國人，其結果是對心理學的理解是不完整的並且不能充分代表人性。
舉例而言，長期以來針對人類如何思考的研究都奠基於分析人類針對測驗的思考結果，然而研究表明美國人、加拿大人和西歐人依賴分析推理策略，將物體與其背景分開來解釋和預測行為，亞洲人則傾向於進行整體推理，根據人們的處境來考慮他們的行為，屬於完全相反的思考模式，這會造成在西方所研究出的結論，套用到東方時有可能出現偏差。
WEIRD一詞的提出，是針對過往「行為科學依賴極度狹窄的人群，並從這些人群中推廣到全人類。」中的群體進行論述，認為「這個群體往往是西方的、受過教育的、工業化的、富有的和民主的」。作者希望藉由術語的提出，提高人們對心理差異的認知，鼓勵研究者將樣本多元化，避免把單一特殊群體的結果推及到其他群體，以更好地反映人類多樣性。
在WEIRD提出之後，確實可見越來越多科學家在研究上開始注意到WEIRD族群的特殊性，從而開始鑽研此特殊群體與其他群體的不同之處，同時，嘗試在不同研究中納入非WEIRD群體的樣本。不過仍舊有意見認為真正實質上的改變仍舊不夠，研究者樂於討論這個問題，卻欠缺實際行動。

## 批判與爭議

### 研究成果的爭議

#### 基本概念假設
在《西方文化的特立獨行如何形成繁榮世界》一書中，作者亨里奇提出的WEIRD文化形成歷程是採用倒推的方式得出結果，將WEIRD文化社會與當代非WEIRD文化社會進行比較，描述出如果沒有婚家計畫，歐洲社會可能是什麼樣子，從而支持「親屬關係的強度」對社會走向現代性的重要性。然而，研究歐洲整體社會的演化其實需要透過更全面的系統架構（比如包含政治史具體細節），只透過教會的禁令是不夠的。亨里奇的分析過於仰賴線性因果關係，將歷史的因果路徑解釋為直線前進，實際上歷史是藉由複雜的社交網路相互作用、共同發展而形成的社交網路，教會在歷史中的作用僅僅是其中的一個部分，並非全部。

#### 研究方法與成果
研究中大量引用「民族誌圖譜」資料庫。民族誌圖譜資料來源多是1900年代西方人的收集成果，資料的可信度與使用度的拿捏被認為需要予以保留。此外許多研究資料在採用時被去除掉歷史的脈絡，不同目的、脈絡的心理與行為實驗被共同納入以支持研究論點，比較的樣本來源在文中也沒有清楚具體的說明。因為如此，研究方式也被詬病太過於粗糙。
雖然作者於《西方》書中強調不應因為WEIRD一詞的提出而採用WEIRD族群和非WEIRD族群二元分化的研究方式或世界觀，書中所描述的比較方法仍然被批判為使用西方文化與其他文化的二元對立模式，其比較標準與提出的文化特徵，也重複著過去「西方是更為理性、更有紀律、更努力工作、更誠實、更具普遍道德意識」的說法，這些都依然源自於西方WEIRD群體的知識傳統之中，因而失去了客觀性。舉例而言，在《西方》第十四章中，作者承認西方的擴張曾為非西方社會帶來災難與迫害，然而擴張為西方社會帶來了利益與人類壽命提升，因此沒必要強調出這些負面後果。這方面的論述被認為是有問題的，所謂西方社會的繁榮進步事實上與其他社會不公的資源流動與破壞是息息相關的，不應為了強調西方的獨特性而掩蓋這些特性與其他社會文化的關聯。

### WEIRD文化定義的模糊地帶
「比較」對於研究非常重要，尤其是在生物人類學中，人類變異性使研究人員能夠檢驗有關生活經驗變化和不同環境適應的假設。所有比較工作都必須設定一些讓比較組與眾不同的條件，並且設定必須清楚，讓研究結果的推理趨近於真實狀況。然而WEIRD文化的定義有模糊地帶，且其研究過程中的背景設定與研究方式存在爭議性，造成即使在 WEIRD 國家內部，也存在心理上相關的文化差異。術語或研究方法的模糊性可能導致研究人員無意中以非中立觀點的偏見來助長解釋，這些偏見最終可能會擴大實驗中不同族群的反應差距，並導致研究給予實驗的解釋與真實狀況存在巨大差異。
WEIRD的主要定義為西方、受過教育、工業化、富裕以及民主。但在WEIRD被提出的論文中，作者並沒有仔細描述這五個名詞所構成的交集群體。因此產生了以下爭議：
有關西方一詞，通常指西歐國家及其定居的國家，例如美國、加拿大、澳洲與紐西蘭，主要信奉基督教。在定義上，會認為西方一詞意味著種族並不影響誰參與和進行相關研究，因為西方國家並不具有單一文化，在這些國家中，也具有土著人民居住。然而真實狀況卻是，在研究中，WEIRD中的西方一詞並不意味著包含生活在西方社會的每個人，而是指稱西方社會中具有西歐血統的白人。以研究者為例，2019年Zippa的統計數據中，美國社會科學家最常見的種族是白人（63.9%），其次是西班牙裔或拉丁裔（13.9%）、亞裔（7.8%）和黑人或非裔美國人（6.8%）。這表現出除白人以外的群體在研究中的代表性不足，造成經歷過西方文化的其他種族成為被忽略的群體。
有關受過教育一詞，其建議定義為「正在獲得高中以上學位或已經獲得高等教育學位的人」，源於具體且白人化的西方教育理念，這個定義無形中忽略了其他的教育形式，比如高中畢業後接受其他教育（包括貿易學校、部落學院等等）的群體或在主流系統以外受教育的群體。
有關工業化一詞，通常指那些具有足夠基礎設施供當地企業或商品生產的人口或國家，目前尚不清楚工業化是否包括市場經濟中的人口。這邊的工業化指稱的也許是大多數西歐白人國家的經濟狀態——後工業化經濟，特徵是製造業減少，有利於服務、資訊、研究的經濟體量增多。
有關富有一詞，該詞應用於國與國之間、一國人口、或個別研究參與者，都會得出不同的結果。美國作為WEIRD文化中研究頻繁的國家，收入不平等的程度在2019年排名世界第39位，是西歐白人國家中收入不平等程度最高的國家，因此，生活在美國和其他西歐白人國家的人們的生活多樣性是大於富裕所涵蓋的範圍。
有關民主一詞，是指由民選代表管理的政府體系，然而這並不完全，事實上民主的實施還包括了多樣化的政府結構與流程，有些國家擁有選舉出的議會，卻不認為自己是民主的國家，不同政權操作民主對人民的所造成的影響亦無法完全展現在民主一詞中。
定義詞彙的選擇亦被提出質疑，比如「為何在文中重要的宗教因素，卻並未被呈現在縮寫上？」。此外，這五個詞彙選擇的必須性在原文中並沒有提出，無法讓人確知為什麼必須是這五個維度而不包括其他維度。

### 採用縮寫的形式
採用縮寫來代表一個族群的方式是另一個為人所詬病的問題。因為縮寫單詞容易在理解上產生誤解。比如在WEIRD中的「W」，就常被誤解成白色（White）。
亦有文章認為，WEIRD是個逆向首字母縮略詞（backronym），或許不該在研究上具有任何科學價值。

### 種族內容的缺失
如前文講述的，西方一詞具有其爭議，雖然定義上不侷限西方社會中的某個單一群體，但研究上，其他種族的代表性比起白人是不足甚至被忽略的，然而這樣的差異卻沒有被反應在WEIRD縮寫中。事實上，在原始的論文中並沒有針對種族做出任何表達。作為一篇強調研究中存在抽樣問題的論文來說，與種族相關的內容空缺可能會造成後續研究者在採用時繼續忽略種族的差異，違反WEIRD提出時希望研究者提高樣本多樣性藉此反映人類多樣性的初衷。
同時，WEIRD的定義與強調出的西方特殊性也造成使用他的白人科學家或白人群體對他們的特權視而不見，並默認他們的生活經驗是共通的，不須進行反思。然而事實上，研究者應該是要消除族群的主導地位。去除白人、歐洲人的認知方式的中心化，並消除其帶來的隱性傷害。

### 結論
WEIRD一詞自提出以來已被各式學科引用，雖然該詞的提出揭露了WEIRD族群的與眾不同，卻也變相地讓研究人員在研究中刪除了其他群體，更加強化單一族群或歷史傾向，形成西方文化與其他文化二元對立的狀況，而非原本希望反映人類多樣性的初衷。在多年的採用下，WEIRD逐漸成為「美國、加拿大和／或是（某些地區的）歐洲」(“USA, Canada, and/or (maybe some parts) of Europe.”)。要達到論文初衷，也許就直接採用後者的表述更加貼切，或者就直接在研究上準確說出所指的人群，會比單單使用WEIRD一詞來得更好。
綜上來看，能否仰賴WEIRD所定義出的社會樣本去與世界其他地方相比並且得出研究成果事實上存在著疑問。